# Чолаку, Марчел
Йон-Марчел Чолаку (рум. Ion-Marcel Ciolacu; род. 28 ноября 1967, Бузэу, Румыния) — румынский государственный и политический деятель. Лидер Социал-демократической партии Румынии (СДП). Премьер-министр Румынии с 15 июня 2023 по 6 мая 2025 года.

## Биография
Родился 28 ноября 1967 в Бузэу в Социалистической Республике Румыния.
В 2018 году стал заместителем премьер-министра Румынии в кабинете Михая Тудосе. Первоначально получив эту должность для контроля Михая Тудосе и информирования о его деятельности Ливиу Драгня, который не сумел сам стать премьер-министром и опасался, что Михай Тудосе станет влиятельным игроком в партии. Марчел Чолаку вскоре порвал с Ливиу Драгней и стал союзником Михая Тудосе. Когда Михай Тудосе был вынужден уйти в отставку из-за интриг Ливиу Драгни, Марчел Чолаку остался без должности.
В 2019 году Ливиу Драгня был осужден по обвинению в коррупции и отправлен в тюрьму на 3 года 6 месяцев. Поскольку социал-демократы по-прежнему контролировали большинство как в Палате депутатов, так и в Сенате, новое руководство поддержало Марчела Чолаку, чтобы он стал председателем Палаты депутатов, сменив самого Ливиу Драгню всего через день после его заключения. Марчел Чолаку держался в тени, пока новый лидер СДП Виорика Данчилэ не потерпела сокрушительное поражение на президентских выборах в Румынии в 2019 году. 25 ноября 2019 года, через день после окончания президентских выборов, Марчел Чолаку нанёс визит Виорике Дэнчиле, чтобы убедить её уйти с поста лидера партии. Марчел Чолаку и другие партийные лидеры создали специальный партийный комитет, который убедил Виорику Дэнчиле уйти в отставку, чтобы её не исключили из партии. После этого Марчел Чолаку был назначен лидером партии, сначала временно исполняющим обязанности, пока не был утвержден в этой должности съездом партии в следующем году.
В 2020 году Марчел Чолаку привел партию к победе на парламентских выборах в Румынии, но не смог сформировать коалицию большинства в новом законодательном органе. Другие партии, противостоящие СДП, сформировали новую коалицию и новое правительство, тем самым подтолкнув Марчела Чолаку к оппозиции. Однако, в 2021 году, после окончания политического кризиса, приведшего к отставке кабинета Флорина Кыцу, ему удалось вернуть СДП в правительство, сформировав кабинет Николае Чукэ со своим бывшим соперником, Национал-либеральной партией, сформировав таким образом пропрезидентскую Национальную коалицию за Румынию.
15 июня 2023 года по ротационному принципу возглавил коалиционное правительство. По итогам парламентских выборов 2024 года назначено 23 декабря новое коалиционное правительство. После первого тура президентских выборов 2025 года Марчел Чолаку объявил о выходе Социал-демократической партии из правящей коалиции и 6 мая ушёл в отставку с поста премьер-министра. Правительство продолжило работу под временным руководством Кэтэлина Предою.
Марчел Чолаку придерживается идеологии левого национализма и социального консерватизма.

## Примечания

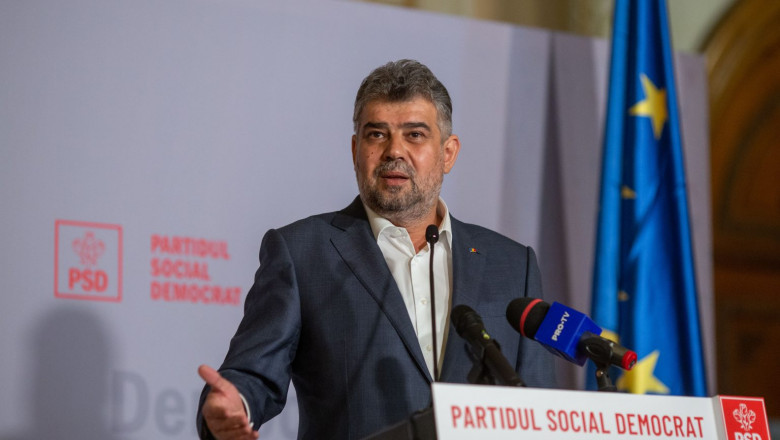
Чолаку на пресс-конференции в ноябре 2021 года